# Ocnița
Ocnița este un oraș din nordul Republicii Moldova, situat la 230 km de Chișinău. Este centrul administrativ al raionului omonim. Suprafața construită a orașului constituie circa 4.20 kilometri pătrați, cu un perimetru de 10.35 km. Are c. 7.000 de locuitori (2014, în scădere față de anul 1989, când avea 11.455 locuitori). Este amplasat în apropierea hotarului cu Ucraina. Ocnița este cel mai nordic punct feroviar din Republica Moldova.
Orașul are industrie alimentară, ușoară și mecanică dar multe întreprinderi sunt închise. Ocnița este un important nod feroviar - orașul a fost fondat în sec. XIX ca stație de cale ferată. La Ocnița există o biserică de la începutul secolului XX și monumentul scriitorului Constantin Stamati.

## Istorie
Apariția Ocniței este strâns legată de construcția în anii '90 ai sec. XIX a căii ferate Bălți–Cernăuți, ramura Noua Suliță a căilor ferate sud-vest, care și-a luat începutul la Jmerinca și Slobodca, se unea la Ocnița și se finaliza la Noua Suliță. Construcția acestei ramuri a durat cinci ani, din 1892 până în 1897. Stația Ocnița a apărut la punctul de intersecție a celor două ramuri de căi ferate. 27 iunie 1897 este data primei atestări documentare a gării Ocniței în documentele și cărțile vremii. Localitatea Ocnița, care a pus baza orașului de azi, a apărut pe lângă stația Ocnița a căilor ferate. În aprilie 1898, conform dispoziției Direcției agrare din județul Soroca, a fost întocmit primul plan al Ocniței, unde erau indicate hotarele loturilor proprietarilor particulari. Sunt numiți 44 de proprietari de pământ. Datorită așezării sale avantajoase, în punctul de intersecție a celor două ramuri ale căilor ferate, în anul 1910 Ocnița devine centrul administrativ local al căilor ferate. În acea perioadă aici activau depozitul principal și ateliere de reparații mici a locomotivelor. Prin Ocnița încărcăturile din Basarabia treceau pe magistrala principală a căilor ferate sud-vest și în provinciile Austro-Ungariei.
În anul 1946 satul Ocnița devine localitate de tip orășenesc. Peste un an, datorită volumului de lucru și utilării tehnice, stația de cale ferată a fost aderată la clasa întâi. În anul 1975 Ocnița devine centru raional. În anul 1994 primește statutul de oraș și intră în componența județului Edineț. Din anul 2003 orașul Ocnița redevine centru raional.

## Geografie

### Amplasare
Orașul este amplasat pe malul drept al râului Nistru la hotar cu Ucraina (orașul Moghilău), la o distanță de 230 km de Chișinău. Orașul este cel mai nordic punct feroviar din Republica Moldova.

## Demografie

### Structura etnică
Structura etnică a orașului conform recensământului populației din 2004:
| Grup etnic | Populație | % Procentaj |
| ---------- | --------- | ----------- |
| Români     | 4.580     | 49,12%      |
| Ucraineni  | 3.082     | 33,05%      |
| Ruși       | 1.517     | 16,27%      |
| Polonezi   | 32        | 0,34%       |
| Găgăuzi    | 16        | 0,17%       |
| Bulgari    | 11        | 0,11%       |
| Alții      | 87        |             |
| Total      | 9.325     | 100%        |

### Structura lingvistică
Structura lingvistică de Ocnița în anul 2014:
| Limba            | Numărul de vorbitori | Procent |
| ---------------- | -------------------- | ------- |
| limba română     | 2768                 | 38.15%  |
| limba rusă       | 3992                 | 55.03%  |
| limba romani     | 31                   | 0.42%   |
| limba ucraineană | 228                  | 3.14%   |
| Altă limbă       | 16                   | 0.22%   |
| Bilingvi         | 219                  | 3.01%   |
| Numărul total    | 7254                 | 100%    |

## Administrație și politică
Primarul orașului Ocnița este Victor Artamaniuc (PSRM), reales în noiembrie 2023.
Componența Consiliului local Ocnița (15 consilieri), ales la 5 noiembrie 2023, este următoarea:
|  | Partid                                        | Consilieri | Componență | Componență | Componență | Componență | Componență | Componență | Componență | Componență | Componență | Componență |
|  | --------------------------------------------- | ---------- | ---------- | ---------- | ---------- | ---------- | ---------- | ---------- | ---------- | ---------- | ---------- | ---------- |
|  | Partidul Socialiștilor din Republica Moldova  | 10         |            |            |            |            |            |            |            |            |            |            |
|  | Partidul „Renaștere”                          | 2          |            |            |            |            |            |            |            |            |            |            |
|  | Partidul Acțiune și Solidaritate              | 1          |            |            |            |            |            |            |            |            |            |            |
|  | Partidul Dezvoltării și Consolidării Moldovei | 1          |            |            |            |            |            |            |            |            |            |            |
|  | Partidul Social Democrat European             | 1          |            |            |            |            |            |            |            |            |            |            |

Orașul Ocnița este înfrățit cu orașul Kursk din Federația Rusă. Reprezentanții regiunii Kursk au vizitat raionul Ocnița pentru prima dată în anul 2017 și, în timpul întrevederii cu conducerea raionului, a fost semnat Protocolul de Intenție privind înfrățirea orașului Ocnița cu două raioane ale regiunii Kursk. Colaborarea și semnarea acordului de colaborare a fost încheiat în anul 2002, între administrația regiunii Kursk din Federația Rusă și Ministerul Dezvoltării Economice al Republicii Moldova.

## Economie

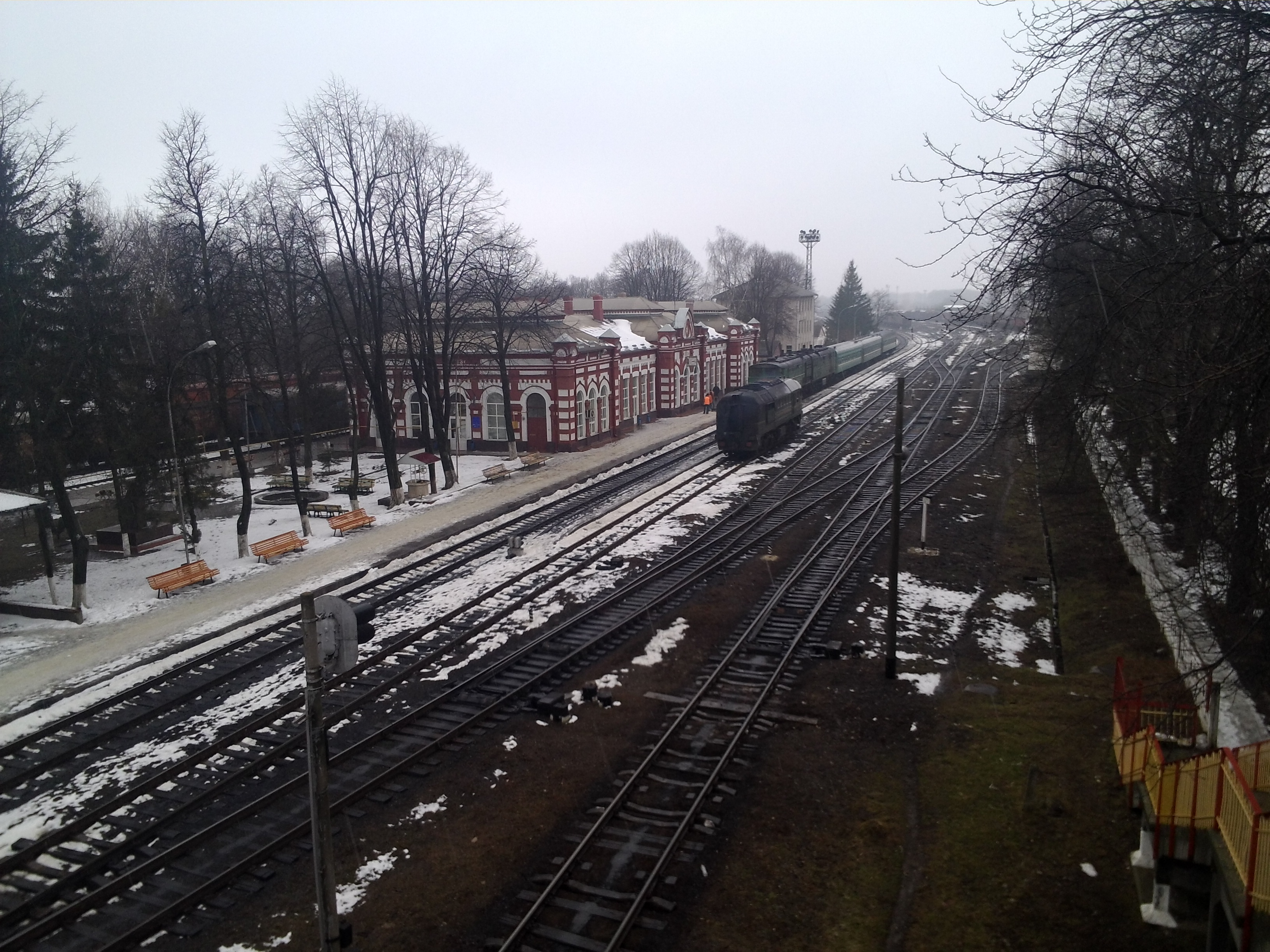
Gara feroviară din localitate

Baza economiei locale este formată de 258 agenți economici, dintre care 220 sunt întreprinderi cu statut de persoane fizice. În ultimul timp, numărul agenților economici a crescut neesențial, însă caracteristic pentru orașul Ocnița este creșterea substanțială a întreprinderilor cu drept de persoane juridice, în special au apărut 2 noi societăți pe acțiuni. Principalele întreprinderi industriale sunt S.A. „Fiting” unde activează 190 lucrători care se ocupă cu producerea mărfurilor de larg consum, Combinatul de producere unde lucrează 200 muncitori – se produc conserve și cooperativa „Neptun-Certan” care fabrică motoare electrice.
În oraș funcționează 57 unități de comerț cu amănuntul, 3 piețe, 11 unități de alimentare publică, 12 de deservire socială, 4 filiale ale băncilor comerciale și 2 ale companiilor de asigurare. Suprafața terenurilor cu destinație agricolă este de 1.765 ha, dintre care în satul Naslavcea 1.717 ha. Terenurile agricole sunt prelucrate de 115 gospodării țărănești și de 2 agenți economici mari. Lungimea totală a drumurilor din localitate este de 30 km, dintre care 4,5 km sunt de importanță națională. Din totalul drumurilor 15,6 km au acoperire rigidă.

### Finanțele publice locale
Veniturile bugetului local în anul 2002 au alcătuit 2.132 mii lei cu 40% mai mult decât în anul precedent. În structura veniturilor cea mai mare pondere o dețin veniturile proprii, urmate de defalcări. Transferurile constituie doar 1.418 mii lei sau 37% din totalul veniturilor. Această structură a veniturilor denotă un potențial economic sporit al orașului.
În structura cheltuielilor publice locale domină cele pentru educație 2.132 mii lei sau 56% din totalul lor, astfel este unul din cei mai buni indicatori ai localităților urbane din republică. Pentru aparatul primăriei în anul 2002 au fost alocați 611,6 mii lei, gospodăria comunală – 320,2 mii lei, construcția și întreținerea drumurilor – 125 mii lei, pentru cultură, artă, sport – 270,6 mii lei, restul – pentru alte activități de importanță locală.

## Personalități

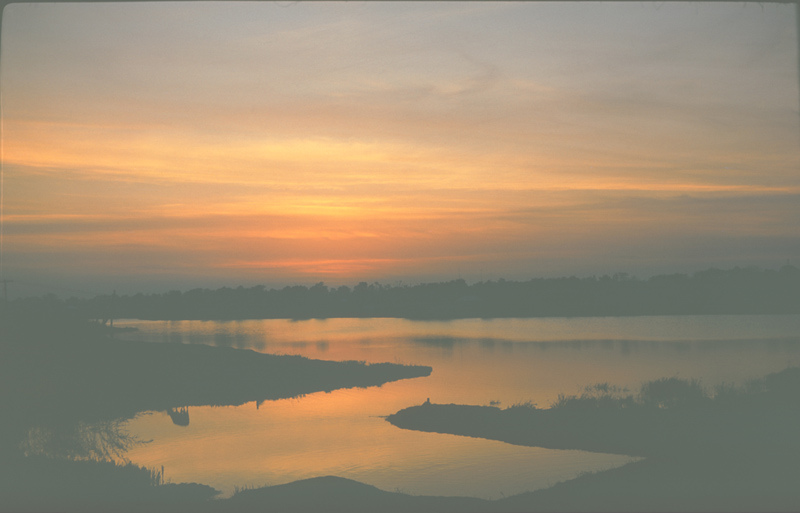
Lac din apropierea orașului, anii 1980

### Născuți în Ocnița
- Iuri Rudenko (1899–?), inginer și naționalist ucrainean, unul dintre fondatorii Organizației Naționaliștilor Ucraineni;
- Aaron Oknitzer (1899–1960), scriitor evreu basarabean;
- Grigori Oleinik (1910–1982), amiral sovietic;
- Aleksandr Morozov (n. 1948), compozitor și cântăreț sovietic și rus;
- Larisa Catrinici (n. 1961), medic și ministru moldovean;
- Artur Reșetnicov (n. 1975), jurist și politician moldovean;
- Vasile Belous (n. 1988), boxer moldovean;
- Alexandru Bordian (n. 1988), scriitor, jurnalist.

### Au locuit în Ocnița
- Victor Jitari (n. 1943), inginer-electrician, fost deputat în Parlamentul Republicii Moldova
- Iaroslav Mușinschi (n. 1976), alergător moldovean